# Крченик
45°44′ пн. ш. 17°58′ сх. д. / 45.74° пн. ш. 17.96° сх. д.
Крченик (хорв. Krčenik) — населений пункт у Хорватії, в Осієцько-Баранській жупанії у складі громади Подравська Мославина.

## Населення
Населення за даними перепису 2011 року становило 334 осіб.
Динаміка чисельності населення поселення:

## Клімат
Середня річна температура становить 11,21 °C, середня максимальна – 25,31 °C, а середня мінімальна – -5,64 °C. Середня річна кількість опадів – 684 мм.
| Клімат поселення                              | Клімат поселення | Клімат поселення | Клімат поселення | Клімат поселення | Клімат поселення | Клімат поселення | Клімат поселення | Клімат поселення | Клімат поселення | Клімат поселення | Клімат поселення | Клімат поселення | Клімат поселення |
| Показник                                      | Січ.             | Лют.             | Бер.             | Квіт.            | Трав.            | Черв.            | Лип.             | Серп.            | Вер.             | Жовт.            | Лист.            | Груд.            |                  |
| Середній максимум, °C                         | 5,92             | 7,96             | 12,44            | 17,18            | 22,51            | 25,31            | 25,00            | 24,46            | 20,19            | 14,88            | 9,20             | 5,00             |                  |
| Середня температура, °C                       | 0,14             | 2,20             | 6,68             | 11,40            | 16,72            | 19,52            | 21,53            | 21,00            | 16,70            | 11,40            | 5,70             | 1,50             |                  |
| Середній мінімум, °C                          | −5,64            | −3,6             | 0,89             | 5,61             | 10,94            | 13,75            | 18,06            | 17,53            | 13,24            | 7,94             | 2,23             | −1,94            |                  |
| Норма опадів, мм                              | 41               | 38               | 40               | 53               | 65               | 87               | 63               | 64               | 55               | 58               | 67               | 53               |                  |
| Середньомісячна швидкість вітру, м/с          | 2.30             | 2.50             | 2.80             | 2.70             | 2.40             | 2.20             | 2.20             | 2.00             | 2.00             | 2.02             | 2.20             | 2.30             |                  |
| Середньомісячна сонячна радіація, кДж/м²·день | 4112             | 6844             | 10775            | 15326            | 19413            | 21512            | 22321            | 20074            | 14749            | 9130             | 4639             | 3445             |                  |
| --------------------------------------------- | ---------------- | ---------------- | ---------------- | ---------------- | ---------------- | ---------------- | ---------------- | ---------------- | ---------------- | ---------------- | ---------------- | ---------------- | ---------------- |
| Джерело:                                      |                  |                  |                  |                  |                  |                  |                  |                  |                  |                  |                  |                  |                  |